# カベアナタカラダニ
カベアナタカラダニ（Balaustium murorum）は、汎ケダニ目タカラダニ科アナタカラダニ属に属するダニの一種。派手な赤色の花粉食性ダニで、主に北半球のユーラシア大陸に広く分布する。

## 形態
体長約 1 mm、幅約 0.66 mm（幼虫の場合はそれぞれ約 0.4 mm と約 0.24 mm）。成虫と第二若虫は全身が派手な赤色で、楕円形の胴体部の背面から末端にかけて白い剛毛が密生する場合があり、成虫の方が毛深い。1対の赤い単眼を胴体部の前方左右にもち、その後方にウルヌラ (urnula) というBalaustiinae亜科特有の分泌器官の穴があり、これがアナタカラダニという和名の元となっている。

顎体部のうち鋏角は目立たない短剣状、胴体部内に格納できる。触肢は他の同属種より発達で、腿節-膝節は太く、脛節-跗節は円錐状、跗節末端は丸みを帯びる。胴体部の4対の脚は基部が前後2対でかけ離れ、全ての肢節に剛毛が生えて、それぞれの跗節末端に爪間盤と1対の鉤爪をもつ。

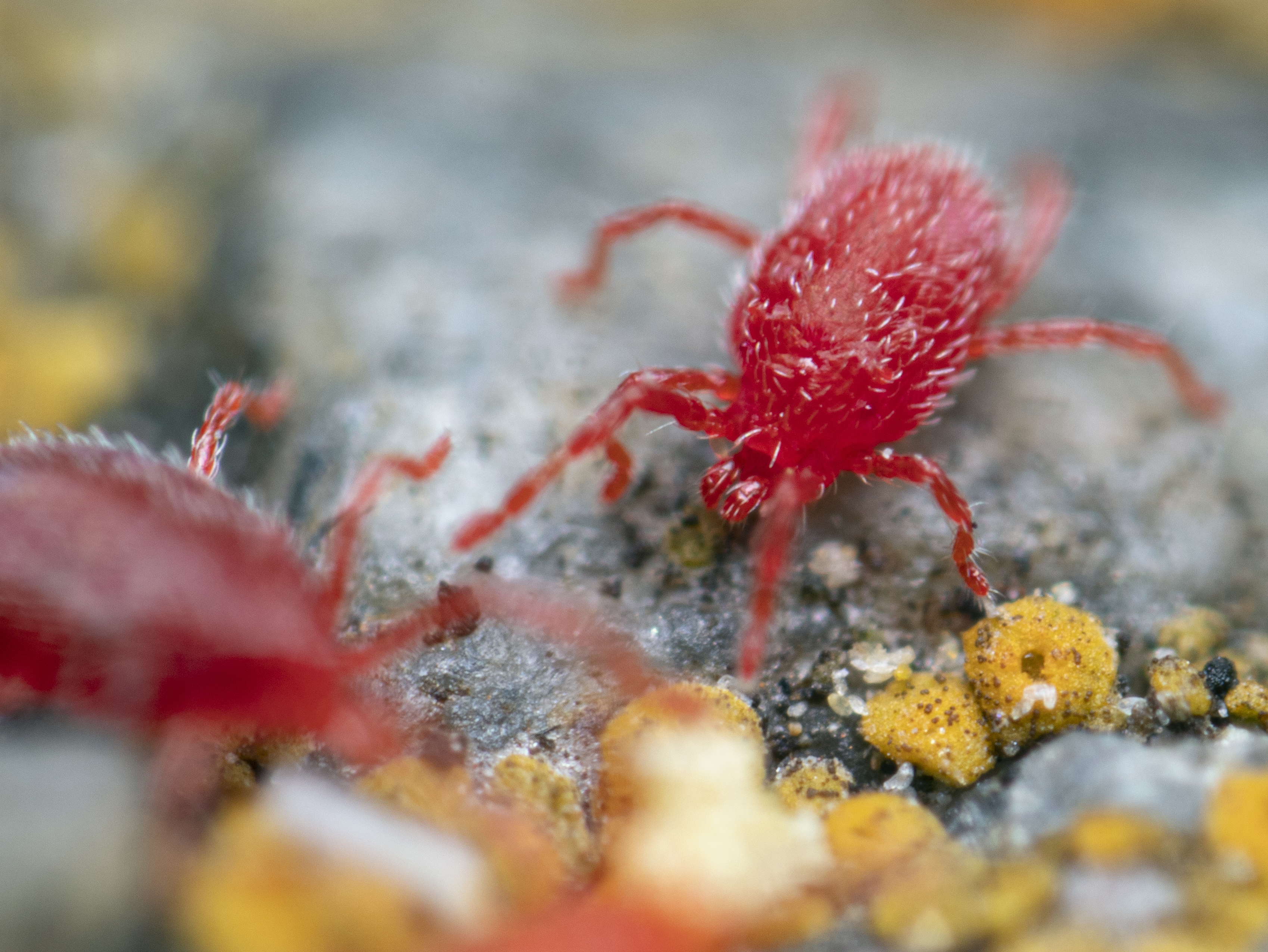
2匹のカベアナタカラダニ。

## 分布と分類

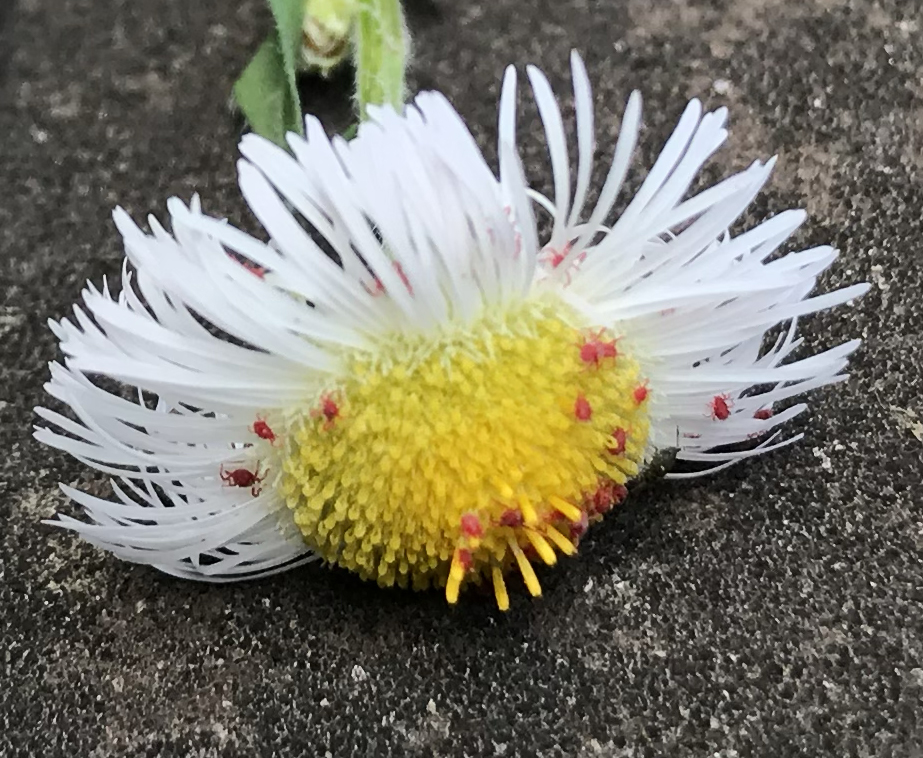
花の花粉に集まっているカベアナタカラダニ（東京千代田区）。

旧北区の日本からヨーロッパやアフリカ北部まで、ユーラシア大陸を中心に北半球に広く分布する。日本では北海道から沖縄まで全域に分布する。人の移住によって分布を拡大したとされており、日本個体群をヨーロッパからの移入種とする説もあるが、リボソームRNAとミトコンドリアDNAに基づいた分子系統解析に否定的とされる。
日本やオーストリア個体群の分子系統解析から、日本個体群はオーストリア個体群に近縁な系統と遺伝距離の離れた複数の系統に分かれる結果が得られており、日本でカベアナタカラダニとされるダニ類には少なくとも3つの未記載種（隠蔽種）が含まれていることが示唆されている。
日本の個体群は2001年に全国の若虫・幼虫の形態観察が行われるまで、浜辺を中心に住むハマベアナタカラダニ（明確な学名なし）種群と混同されていた。また、かつて本種と考えられたオーストラリア産の個体群は Balaustium medicagoense の誤同定とされる。
本種は汎ケダニ目 (Trombidiformes) ケダニ亜目 (Prostigmata) タカラダニ科 (Erythraeidae) Balaustiinae 亜科に分類される。1804年にフランスの医者・博物学者であるジャン＝フレデリック・エルマンによって記載され、当初はナミケダニ属 (Trombidium) の一種 Trombidium murorum として分類されていたが、Heyden (1826) 以降からアナタカラダニ属 (Balaustium) の一種 Balaustium murorum として再分類され、その属の模式種（タイプ種）となっている。なお、本種の模式標本は紛失しており、Mąkol (2010) の再記載でゲルリッツ産の新基準標本（ネオタイプ）を設けられる。

## 生理学と生態
タカラダニという和名は、本科の多くの種類が幼虫期にセミなどの昆虫に寄生し、それが付いている昆虫の様子が宝物を抱えているように見えることに由来とされる。しかし本種は他の同属種と同様、どの成長段階も自由生活で、他の生物には寄生しない。雑食で花の花粉を主食とし、トビムシやアブラムシなどを捕食することもある。
体の赤色の色素は抗酸化作用をもつカロテノイド由来である。カロテノイドの中でもアスタキサンチンの濃度が非常に高く、太陽紫外線や放射熱に晒される厳しい生息環境の高温を耐えるのに役立つと思われる。
日当たりの良い場所に生息し、自然環境では岩石の割れ目に住むが、45℃まで耐える高温耐性により人工環境への適応力も高く、名前の通りコンクリート壁に発生することが多い。コンクリート表面に棲む理由は、コケや地衣類が住処と食物を提供する、春先で花粉が大量に付着して餌が豊富、コンクリート表面が高温になり、5月の強い紫外線を受けるため天敵が少ない、などが推測されている。
赤い体色は人間から見ると目立つが、天敵である捕食性昆虫（アリや捕食性カメムシなど）の目は通常赤を識別できないため、これらの捕食者に狙われる確率に影響はないと考えられる。危険を感じると、前述したウルヌラから警戒フェロモンと防御アロモンの作用をもつ液体を噴出する。
雌性個体のみ存在し、クローンを産むような単為生殖で繁殖すると考えられている。年1回の単為生殖を行い、梅雨の頃に産卵し、次の春まで卵で夏秋冬を越して休眠すると考えられる。コンクリート壁の隙間や壁の割れ目に産卵する。卵は光沢ある赤褐色の楕円体で、長径約 0.2 mm、短径約 0.16 mm。
日本では国内にビルが増えた1970 - 1980年代以降からよく目撃されるようになる、関東地方では3月末に幼虫が見られ、4月下旬から5月中下旬に成虫が大量発生し、7月にかけて漸減してゆく事が確認されている。ヨーロッパでは7月まで多く発生し、日本より一ヶ月遅く姿を消す。

## 人間との関わり
動きが素早く真っ赤な体色から気味悪がられ、また条件が良好な屋外であれば自転車のサドルや洗濯機の胴部などにも大量発生し、それらを体色によりまだらに赤く染めてしまうことから、1980年頃より不快害虫として駆除対象にされている。
生体はヒトを刺すことはなく、単なる接触では症候を引き起こすこともない。しかし体液に長時間接触すると皮疹を生じる恐れがあるため、不注意に潰して体液を皮膚に付けないように注意する必要がある。本種では札幌で1例、アメリカやカナダに分布する類似種で4例の皮疹が報告されている。